# Agrostis atlantica
Agrostis atlantica é uma espécie de gramínea do gênero Agrostis, pertencente à família Poaceae.